# آی‌ان‌اس گماتی (اف۲۱)
آی‌ان‌اس گماتی (اف۲۱) (به انگلیسی: INS Gomati (F21)) یک کشتی است که طول آن ۱۲۶٫۴ متر (۴۱۵ فوت) می‌باشد.